# Dahira bruno
Dahira bruno (voorheen geplaatst in het geslacht Gehlenia) is een vlinder uit de familie van de pijlstaarten (Sphingidae). De wetenschappelijke naam van de soort werd in 1944 gepubliceerd door Felix Bryk.